# 한국청소년문화연구소
한국청소년문화연구소(韓國靑少年文化硏究所, Reserch center for Korean youth culture)는 글로벌환경 속에서 그에 부합하는 청소년문화가 육성될 수 있도록 다양한 프로그램을 기획하고 실행하는 사단법인 연구소이다.

## 역사
청소년문화에 대한 연구가 생소하던 1992년, 한국청소년문화연구소가 설립되었다. 설립 다음 해인 1993년에는 청소년 문화 활동 연구조사 및 소외 지역 어린이 도서 보급 사업을 실시하였다. 1994년 5월 9일, 현재의 명칭인 사단법인 한국청소년문화연구소로 설립허가가 인가되었다. 1998년부터 2001년까지 서울시 청소년 문화 육성 사업의 일환으로 학부모 교육 위탁 수행을 해왔고 2001년에서 2003년까지는 아름다운 사이버 문화 교실을 열었다. 2004년부터 현재까지 대한민국국제청소년영화제(KIYFF)를 실시해 오고 있으며 동시에 리더쉽 개발 사업으로 우수 예비대학생 해외연수 사업을 시행하고 있다.

## 활동
현재 4개의 주요사업을 시행 중이다.

### 발간사업
1991년 청소년문화정보지로 창간하여
2006년 연구 논문 위주의 학술 전문지로 개편
2010년 한국연구재단 등재 후보지로 선정
2016년 한국연구재단 등재지로 승격
매년 4회씩 발간하여 통권 80호까지 발행함

### 국제교류사업 - 아시아국제청소년영화제
문화간, 세대간, 국가간 이해의 폭을 넓히고 영상을 통한 소통과 정서를 공유하며
한,중,일 청소년들의 영상포럼을 통해 반목과 대립이 아닌 평화와 화해에 대한
서로의 생각을 공유하기 위해, 매년 한,중, 일이 번갈아 가며 영화제를 개최.
2004년부터 현재까지 14회의 영화제를 개최함.

### 장학사업
탈북 장학생 지원 사업  

### 리더쉽 개발사업
```
'한중우수대학생 글로벌 리더십 교육'은 2004년부터 시작한 프로그램으로 일명 
국인
(國人)이라는 이름으로 우수 예비 대학생을 선정해 매년 해외연수를 실시하고 있다.
```

1차 수시에 합격한 국내외 우수예비대학생 중 150명을 1차로 선발, 가)서류심사  나)면접심사를 거쳐 40명 내외로 압축하여 이들 합격자들에게 국내교육 4일, 해외 교육(일본) 4일  등, 한국을 지탱하는 자유민주주의와 시장경제를 중심으로 집중적이고 살아있는 글로벌 리더십교육을 시키는 국가영재육성 프로그램이다.

## 같이 보기
한국청소년단체협의회
국인
KIYFF